# Драгана Базик
Драгана Базик (девојачко Лазић) (Лесковац, Југославија, 1949) српски је дипл. инж. архитектуре, продекан за научноистраживачки и стручно-уметнички рад на Архитектонском факултету у Београду у периоду 2002–2007. 
Била је председник Друштва урбаниста Београда 2001–2004.